# Джульєтта (Айдахо)
Джульєтта (англ. Juliaetta) — місто в окрузі Лата, штат Айдахо, США. Згідно з переписом 2010 року населення становило 579 осіб, що на 30 осіб менше, ніж 2000 року.

## Географія
Джульєтта розташована за координатами 46°34′29″ пн. ш. 116°42′29″ зх. д. / 46.57472° пн. ш. 116.70806° зх. д. (46.574735, -116.708069).  За даними Бюро перепису населення США в 2010 році місто мало площу 1,88 км², з яких 1,85 км² — суходіл та 0,03 км² — водойми.

## Демографія

### Перепис 2010 року
За даними перепису 2010 року, у місті проживало 579 осіб у 263 домогосподарствах у складі 163 родин. Густота населення становила 310,5 ос./км². Було 294 помешкання, середня густота яких становила 157,6/км². Расовий склад міста: 95,7 % білих, 0,2 % афроамериканців, 1,7 % індіанців, and 2,4 % людей, які зараховують себе до двох або більше рас. Іспанці та латиноамериканці незалежно від раси становили 1,4 % населення.
Із 263 домогосподарств 23,6 % мали дітей віком до 18 років, які жили з батьками; 47,5 % були подружжями, які жили разом; 9,5 % мали господиню без чоловіка; 4,9 % мали господаря без дружини і 38,0 % не були родинами. 31,2 % домогосподарств складалися з однієї особи, у тому числі 12,9 % віком 65 і більше років. У середньому на домогосподарство припадало 2,20 мешканця, а середній розмір родини становив 2,72 особи.
Середній вік жителів міста становив 46,8 року. Із них 18,7 % були віком до 18 років; 6,8 % — від 18 до 24; 22,3 % від 25 до 44; 31,5 % від 45 до 64 і 20,9 % — 65 років або старші. Статевий склад населення: 49,2 % — чоловіки і 50,8 % — жінки.
Середній дохід на одне домашнє господарство  становив 55 162 долари США (медіана — 40 208), а середній дохід на одну сім'ю — 66 616 доларів (медіана — 66 429). Медіана доходів становила 49 219 доларів для чоловіків та 31 250 доларів для жінок. За межею бідності перебувало 15,3 % осіб, у тому числі 14,3 % дітей у віці до 18 років та 15,8 % осіб у віці 65 років та старших.
Цивільне працевлаштоване населення становило 300 осіб. Основні галузі зайнятості: освіта, охорона здоров'я та соціальна допомога — 23,0 %, виробництво — 13,7 %, роздрібна торгівля — 11,7 %, публічна адміністрація — 10,0 %.

### Перепис 2000 року
За даними перепису 2000 року, у місті проживало 609 осіб у 255 домогосподарствах у складі 175 родин. Густота населення становила 331,2 ос./км². Було 275 помешкань, середня густота яких становила 149,5/км². Расовий склад міста: 96,72 % білих, 2,13 % індіанців, 0,16 % азіатів, and 0,99 % людей, які зараховують себе до двох або більше рас. Іспанці та латиноамериканці незалежно від раси становили 0,82 % населення.
Із 255 домогосподарств 25,5 % мали дітей віком до 18 років, які жили з батьками; 56,5 % були подружжями, які жили разом; 9,8 % мали господиню без чоловіка, і 31,0 % не були родинами. 27,5 % домогосподарств складалися з однієї особи, у тому числі 14,5 % віком 65 і більше років. У середньому на домогосподарство припадало 2,39 мешканця, а середній розмір родини становив 2,89 особи.
Віковий склад населення: 24,1 % віком до 18 років, 7,7 % від 18 до 24, 22,8 % від 25 до 44, 28,1 % від 45 до 64 і 17,2 % років і старші. Середній вік жителів — 41 рік. Статевий склад населення: 51,6 % — чоловіки і 48,4 % — жінки.
Середній дохід домогосподарств у місті становив $33 295, родин — $39 250. Середній дохід чоловіків становив $31 875 проти $18 594 у жінок. Дохід на душу населення в місті був $14 606. Приблизно 4,2 % родин і 12,3 % населення перебували за межею бідності, включаючи 16,7 % віком до 18 років і 5,7 % від 65 і старших.